# Stranda, Finnmark
Stranda (nordsamiska: Strándá) (eller Repvågsstranda) är en by på västra sidan av Porsangen på fastlandsdelen av Nordkapps kommun. 
Stranda kallades tidigare Finneby, Finnebystrand eller Sáamisiida. Den var en levande sjösamisk bygd, även om endast en del av befolkningen hade nordsamiska som modersmål. Den ligger nära Repvåg.  
Strándávággi (norska: Stranddalen) är namnet på dalen som sträcker sig västerut från havet. Älven Strándájohka rinner genom dalen och ut i Porsangerfjorden. I norr ligget berget Strándárabma, och i söder berget Juovvavárri (norska: Steinfjellet). Nära foten av Strándárabma liogger Strándájávri (norska: Strandvannet). 
Författaren Ivar Utsi bodde i Stranda. Hans dotter, konstnären Ingunn Utsi, föddes i, och är bosatt i, Stranda.

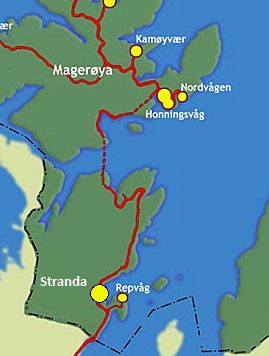
Stranda i Nordkapps kommun.